# Roland Recht
Pour les articles homonymes, voir Recht (homonymie).
Roland Recht, né le 8 juillet 1941 à Strasbourg, est un historien de l'art, universitaire et conservateur de musée, chroniqueur et critique d'art français.

## Biographie

### Jeunesse et formation
Roland Recht est né dans un milieu modeste éloigné des musées et de l'université. Après le baccalauréat, il se tourne d'abord vers des études littéraires et entre en hypokhâgne au lycée Fustel-de-Coulanges où il a pour professeur de philosophie le critique musical André Tubeuf.
En 1963, Roland Recht s'oriente vers l'histoire de l'art. Il suit alors à l'université de Strasbourg les enseignements, de Daniel Schlumberger, de Louis Amandry et du médiéviste Louis Grodecki dont il devient l'assistant en 1967. Ses premières recherches portent sur l'architecture gothique du Rhin supérieur et sur la cathédrale de Strasbourg, dont il publie une monographie en 1971. Sa thèse de troisième cycle est soutenue en 1972,, l’année où il fait un séjour à l’université Yale (New Haven) en tant que lauréat de la bourse Henri Focillon. Suivent des études sur la sculpture : en 1978, son doctorat d'État est consacré à la celle de la fin du Moyen Âge sur le Rhin supérieur.

### Carrière
Nommé professeur des universités en 1979, il occupe une chaire et dirige la section d’histoire de l’art et d'archéologie à l'université de Dijon (1980-1986). De 1986 à 1993, il est directeur des musées de Strasbourg : on lui doit une importante politique d'enrichissement des collections et de nombreuses expositions, de même que le lancement du projet d'un musée d'art moderne et contemporain, achevé en 1998. À la suite d'un désaccord avec l'équipe municipale, il donne sa démission avant d'intégrer l'université de Strasbourg en octobre 1993, où il prend plus tard la direction de l'Institut d'histoire de l'art. En 1996, il est chargé par le président du Centre Georges-Pompidou, Jean-Jacques Aillagon, d'une mission de réflexion sur l'avenir du Centre.
En 2001, Roland Recht est élu professeur au Collège de France qui crée à son intention la chaire Histoire de l'art européen médiéval et moderne, dont la leçon inaugurale est prononcée le 14 mars 2002,, et qu'il occupe jusqu'à son départ à la retraite en 2012. En 2003, il devient membre de l'Institut de France (Académie des inscriptions et belles-lettres, qu'il préside en 2014). De 2002 à 2006, il est directeur de la Revue de l'Art.
En 2012, il est nommé professeur d'historiographie de l'art à l'Institut d'études avancées de l'université de Strasbourg (USIAS). La même année, il accepte la direction de la fondation Jacques-Siegfried (Institut de France) et la conservation du château de Langeais,. Roland Recht a collaboré régulièrement au journal Libération (de 1993 à 1999), et a signé un éditorial mensuel dans Le Journal des arts de 2003 à 2012.

## Travaux
Roland Recht a orienté ses recherches principalement dans quatre directions : l'étude de l'architecture — avec un accent particulier mis sur celle des dessins d'architecture — et de la sculpture de la fin du Moyen Âge ; les questions théoriques relatives au patrimoine monumental ; l'historiographie de l'art dont il est un des principaux initiateurs en France et un intérêt soutenu pour l'art contemporain. Ces recherches se sont souvent croisées. Dans sa leçon inaugurale du Collège de France, il a mis en avant l'importance des outils théoriques dans l'étude des œuvres d'art.
Sa carrière est partagée entre l'université, la direction d'un complexe de musées et l'enseignement au Collège de France.
En décembre 2006, Françoise Cachin, Jean Clair et Roland Recht publient une tribune afin de protester contre l'exportation payante de collections en attestant que « les œuvres d'art sont un patrimoine à montrer et pas une attraction ni une marchandise » en ciblant plus précisément le projet « Louvre Abou Dabi ». En 2014, il développe un argumentaire étayé lors d'une interview avec Jean-Louis Jeannelle sur l'historique des prêts d'œuvres en dénonçant l'apparition du nouveau musée d'Abu Dhabi.

## Direction des musées de Strasbourg

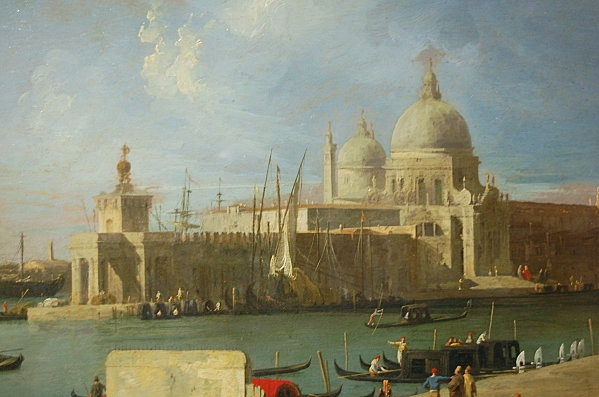
Vue de la Salute depuis le Grand Canal, peinture sur cuivre de Canaletto, acquisition du Musée des Beaux-Arts de Strasbourg en 1987.

De janvier 1986 à septembre 1993, Roland Recht est directeur des musées de Strasbourg, alors au nombre de huit. Il mène une politique d'expositions, de publications et surtout d'enrichissement des collections. C'est ainsi que le musée des beaux-arts s'est enrichi de 21 tableaux issus de la collection d'Othon Kaufmann et François Schlageter, certains par achat (comme la Vue de la Salute de Canaletto), les plus nombreux par donation : depuis l'époque de Wilhelm Bode, c'est le second ensemble de peintures italiennes baroques d'une telle qualité à entrer au musée de Strasbourg. À cette collection, il convient d'ajouter l'achat, en 1987, du Portrait de Richelieu par Philippe de Champaigne.
La politique d'acquisition conduite par Roland Recht profite au musée d'Art moderne et contemporain, dont le projet architectural est lancé dès 1987. Le musée possède aujourd'hui le plus grand ensemble d'œuvres graphiques et picturales de Gustave Doré – notamment Le Christ descendant du prétoire et la totalité de la collection de Samuel Clapp (environ 400 pièces de techniques variées).
L'accent est alors mis sur la figure de Jean Arp, né à Strasbourg, ainsi qu'aux mouvements dadaïste et surréaliste, dont Arp est un acteur important — avec Kurt Schwitters, Wassily Kandinsky — mais aussi aux héritiers du dadaïsme, comme les artistes du mouvement Fluxus (Brecht, Filliou, Nam June Paik…), ou du surréalisme (Joseph Cornell),.
Les collections strasbourgeoises possédaient déjà quelques tableaux de la peinture allemande contemporaine. Roland Recht augmente cet ensemble avec des œuvres de Georg Baselitz, Eugen Schönebeck, A. R. Penck, Anselm Kiefer, Imi Knoebel, R. Trockel,. Parmi les artistes post-duchampiens : Panamarenko, Marcel Broodthaers. Un autre accent est alors mis sur l'art italien : Jannis Kounellis, Claudio Parmiggiani, Giuseppe Penone,.
Une des singularités de cette collection est l'achat d'un certain nombre d'installations : R. Filliou, Nam June Paik, Sarkis, T. Huber, P.-A. Gette, Gerhard Merz, Tony Cragg, J. Gerz, I.H. Finlay, C. Parmiggiani.
Pour le cabinet d'art graphique ont été acquis des dessins de Arp, F. Léger, Kandinsky, L. Albert-Lasard, M. Broodthears, T. Huber, M. Dumas, C. Parmiggiani, G. Penone, Pablo Picasso, ainsi qu'un ensemble fort conséquent de photographies (Bayard, A. Braun, Puyo, Robert Mapplethorpe, Sudek, Witkin, Kenna, etc.).

## Publications
Ouvrages
- L'Alsace gothique de 1300 à 1365 : étude d'architecture religieuse, Colmar, Éd. Alsatia, coll. « Études d'art et d'architecture  (ISSN 0335-8119) », 1974, 263-55 p., 25 cm (OCLC 1638480, BNF 34564537, SUDOC 00006243X, présentation en ligne), compte rendu sur Persée par Marcel Durliat.
- Nicolas de Leyde et la sculpture à Strasbourg : 1460-1525, Strasbourg, Presses universitaires de Strasbourg, 1987, 417 p., 28 cm (ISBN 2-86820-211-X, OCLC 20346028, BNF 34957916, SUDOC 001286862, présentation en ligne).
- Le Monde gothique : automne et renouveau 1380-1500, Paris, Gallimard, 1988 (L'Univers des formes).
- Les Bâtisseurs de cathédrales gothiques, sous la dir. de Roland Recht, Strasbourg, 1989.
- La Lettre de Humboldt : du jardin paysager au daguerreotype, Paris, Christian Bourgois, 1989.
- Les Bâtisseurs des cathédrales gothiques, catalogue d’exposition, Strasbourg, Ed. des Musées de la ville de Strasbourg, 1989.
- Penone. L'espace de la main, Strasbourg, 1991.
- Le Dessin d'architecture : origine et fonction, Paris, Hazan, 1995 (recueil de textes 1980-1988) ; trad. en italien.
- Le croire et le voir : introduction à l'art des cathédrales (XIIe – XVe siècles), Paris, Gallimard, 1999 (Bibliothèques des histoires).
- Penser le patrimoine : mise en scène et mise en ordre de l'art, Paris, Hazan, 1999.
- Le Rhin : vingt siècles d'art au cœur de l'Europe, Paris, Gallimard, 2001 ; trad. en anglais et en allemand.
- Giotto vis-à-vis : volti e mani dalla Cappella degli Scrovegni, Turin, 2002.
- De la puissance de l'image : les artistes du Nord face à la Réforme, sous la dir. de Roland Recht, Paris, Louvre, 2002 (Conférences et colloques du Louvre).
- L'objet de l'histoire de l'art, Paris, Fayard, coll. « Leçons inaugurales du Collège de France (ISSN 0294-0310) », 2003, 62 p., 19 cm (ISBN 2-213-61717-1, OCLC 469439166, BNF 39086317, SUDOC 119333899, présentation en ligne).
- Le Monde des cathédrales, cycle de conférences organisé du 6 janvier au 24 février 2000 par le musée du Louvre sous la dir. de Roland Recht, Paris, La Documentaiton française, 2003.
- Victor Hugo et le débat patrimonial, actes du colloque organisé par l'Institut national du patrimoine à la maison de l'UNESCO le 5-6 décembre 2002 sous la dir. de Roland Recht, Paris, Somogy, 2003.
- Christian Tümpel, Rembrandt: études iconographiques, signification et interprétation du contenu des images, trad. de l'allemand par Roland Recht, Marie Schirer-Recht et Cécile Michaud, Paris, Gérard Monfort, 2004.
- Les Espaces de l'homme, symposium annuel au Collège de France, sous la direction de Alain Berthoz et Roland Recht, Paris, Ed. Odile Jacob, 2005.
- À quoi sert l'histoire de l'art ?, conversation avec Claire Barbillon, Paris, Textuel, 2006.
- La Lettre de Humboldt, Paris, Christian Bourgois, 2006 (rééd.).
- Relire Panofsky (codir.), Paris, La Documentation française – Le Louvre, 2008.
- L’Histoire de l’histoire de l’art en France au XIXe siècle (codir.), Paris, La Documentation française, 2008.
- Point de fuite : les images des images des images. Essais critiques sur l’art actuel 1987-2007, Paris, Beaux-arts de Paris Les éditions, 2009.
- Le Baron Béthune à Roubaix - l'église Saint-Joseph et le couvent des Clarisses, en collaboration avec Siméon Levaillant et Gilles Maury, introduction de Roland Recht, éd Invenit, 160 pages, 2014.
- Revoir le Moyen Âge : la pensée gothique et son héritage, Paris, Picard, 2016, 351 p., 25 cm (ISBN 978-2-7084-1018-3, OCLC 960964537, BNF 45125903, SUDOC 195954173, présentation en ligne), [description]  par Étienne Anheim.

## Distinctions honorifiques
- 2001 : Médaille de l'Académie d'Architecture[11] ;
- 2009 : Lauréat du prix Reimar Lüst de la fondation Humboldt[18] ;
- 2011 :  Chevalier de la Légion d'honneur, nommé le 22 avril pour 43 années de services civils[19] ;
- 2017 :  Commandeur de l'ordre national du Mérite décoré le 2 mai, après avoir été nommé officier le 19 novembre 2004[20].